# Aaron (Familienname)
Aaron ist ein Familienname, der aus dem hebräischen männlichen Vornamen Aaron gebildet wurde. Siehe dort für Herkunft und Bedeutung.

## Verbreitung
Im englischen Sprachraum wurde der Nachname lange Zeit nicht unter Christen akzeptiert und blieb so der jüdischen Bevölkerung vorenthalten.

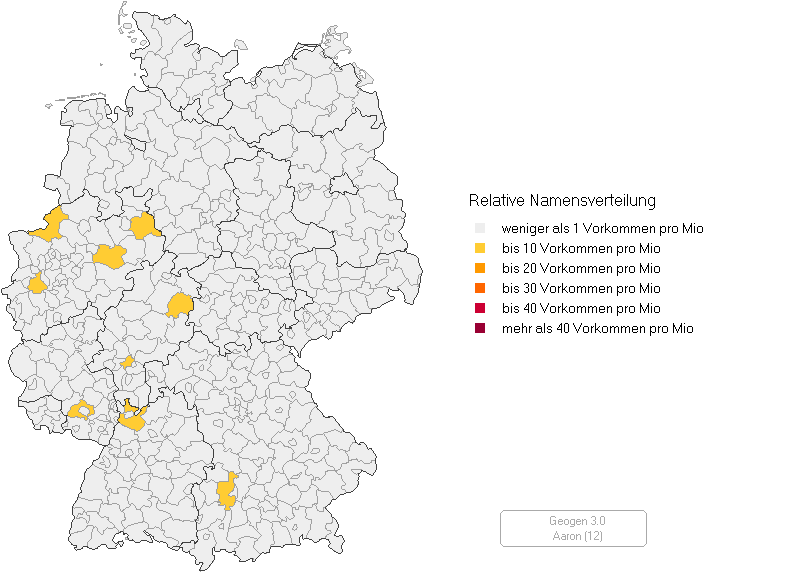
Häufigkeit des Nachnamens Aaron in Deutschland

In den USA belegt Aaron als Familienname Rang 2.241 von 162.253 verschiedenen Nachnamen.
Auch in der Bundesrepublik Deutschland ist der Familienname Aaron nicht sehr häufig.

## Namensträger

### Schreibweise Aaron
- Abe Aaron (1910–1970), kanadischer Jazzmusiker
- Abraham Aaron (1744–1825), deutscher Medailleur und Stempelschneider
- Anna Aaron (* 1985), Schweizer Singer-Songwriterin und Pianistin
- Arthur Aaron (Fußballspieler) (Arthur Frederick Aaron; 1885–1950), britischer Fußballspieler
- Arthur Aaron (Autor) (* 1942), US-amerikanischer Musikproduzent und Autor
- Arthur Louis Aaron (1922–1943), britischer Pilot
- Barney Aaron (1800–1850), britischer Boxer
- Bernard Alan Aaron (* 1939), britischer Gitarrist, Musikpädagoge und Komponist
- Caroline Aaron (* 1952), US-amerikanische Schauspielerin
- Daniel Aaron (Amerikanist) (1912–2016), US-amerikanischer Historiker und Amerikanist
- Daniel Aaron (Unternehmer) (1926–2003), deutsch-US-amerikanischer Journalist und Unternehmer
- Florian Aaron (1805–1887), rumänischer Historiker
- Frank Aaron (* 1920), britischer Langstreckenläufer
- George Aaron (* 1963), italienischer Sänger
- Hank Aaron (Henry Louis Aaron; 1934–2021), US-amerikanischer Baseballspieler
- Harold Robert Aaron (1921–1980), US-amerikanischer Generalleutnant
- Henry Aaron (1914–2000), US-amerikanischer Bratschist u
- Jane Aaron (1948–2015), US-amerikanische Trickfilmerin und Illustratorin
- John Aaron (* 1943), US-amerikanischer Raumfahrtingenieur
- Jonne Aaron (* 1983), finnischer Sänger und Songwriter
- Joseph Aaron († 1830), deutscher Medailleur und Stempelschneider
- Lee Aaron (* 1962), kanadische Rocksängerin
- M. Robert Aaron (1922–2007), US-amerikanischer Elektroingenieur
- Manuel Aaron (* 1935), indischer Schachspieler
- Marcelle Aaron (1894–1956), französische Komponistin und Pianistin
- Max Aaron (* 1992), US-amerikanischer Eiskunstläufer
- Michael Aaron (1898–1963), US-amerikanischer Pianist und Klavierpädagoge
- Nathan Aaron (1893–1981), US-amerikanischer Violinist und Musikpädagoge
- Nikolaj Aaron (* 1956), belarussisch-amerikanischer Künstler und Schriftsteller
- Paul Aaron (* 1943), kanadischer Filmregisseur
- Philipp Aaron (1703–1787), deutscher Medailleur und Stempelschneider
- Pietro Aaron (um 1490–1545), italienischer Musiktheoretiker, siehe Pietro Aron
- Quinton Aaron (* 1984), US-amerikanischer Schauspieler
- Richard Aaron (Cellist) (* 1959), US-amerikanischer Cellist und Musikpädagoge
- Richard Ithamar Aaron (1901–1987), britischer Philosoph
- Soazig Aaron (* 1949), französische Schriftstellerin
- Tommy Aaron (* 1937), US-amerikanischer Golfer
- Varun Aaron (* 1989), indischer Cricketspieler
- Vasile Aaron (1770–1822), rumänischer Dichter
- Young Barney Aaron (1836–1907), britischer Boxer
- Yvonne Aaron (1897–1987), französische Komponistin und Pianistin

### Schreibweise Aharon
- Jitzchak Ben Aharon (1906–2006), israelischer Politiker
- Shlomit Aharon (* 1950), israelische Sängerin